# کازارما
کازارما (به قزاقی: Kazarma) یک منطقهٔ مسکونی در قزاقستان است که در استان آلماتی واقع شده‌است.